# The Voice Senior
The Voice Senior è un programma televisivo italiano di genere talent show, in onda in prima serata su Rai 1 dal 27 novembre 2020. Si tratta del primo spin-off di The Voice of Italy, andato in onda su Rai 2 dal 2013 al 2019. Va in onda dallo studio 2000 del Centro di produzione Rai di via Mecenate a Milano.

## Il programma
Allo stesso modo della trasmissione da cui deriva, gli aspiranti cantanti di The Voice Senior si esibiscono davanti ad una giuria seduta su delle poltrone rosse con un pulsante davanti e completamente di spalle al cantante; essa è composta da quattro personaggi della musica italiana, definiti coach. Questi ultimi non saranno condizionati dall'aspetto fisico del concorrente, ma soltanto dalla voce, la quale sarà l'unico elemento necessario per far premere il pulsante e far girare uno o più coach, e di conseguenza far entrare il concorrente nel proprio team di appartenenza.
I quattro coach (a differenza di una giuria) vengono definiti tali poiché, man mano che formeranno le loro squadre, aiuteranno i concorrenti nel migliorare le loro doti canore durante la loro permanenza nel programma. Una particolarità del programma, unica nel suo genere, è il fatto che tutte le canzoni vengono eseguite da un'orchestra live presente in studio.
A differenza dell'edizione classica del programma, i partecipanti di The Voice Senior hanno tutti dai sessant’anni in su.
Le prime tre puntate (sei nella seconda e cinque nella terza edizione) del programma sono le Blind Auditions, con i concorrenti selezionati dai giudici di spalle. Nel caso in cui più coach si voltano, sarà il concorrente a decidere a quale affidarsi. Alla fine, ogni giudice seleziona sei concorrenti da portare alla semifinale.
Nel Knock Out, i concorrenti si sfidano fra loro con un cavallo di battaglia, dopo il quale il coach dovrà decidere chi far andare avanti nella gara. Solo due concorrenti per ogni team accedono alla finale.
Il vincitore del talent show, decretato tramite il televoto da casa via telefono fisso o mobile, si aggiudica la pubblicazione di una canzone da parte della casa discografica Universal Music Italia e un vinile con tutti i brani che ha realizzato durante il programma.
Piuttosto di dare attenzione all'aspetto talent, l'obiettivo del programma consiste nel dare l’occasione a queste persone di avere un grande palcoscenico.

## Edizioni
Legenda:
- Team Clementino
- Team Gigi
- Team Loredana
- Team I Carrisi

- Team Orietta
- Team Ricchi e Poveri
- Team Arisa

| Edizione | Anno      | Inizio      | Fine        | Rete  | Puntate | Concorrenti ammessi | Vincitore            | Secondo         | Terzo           | Quarto               | Coach vincitore | Conduzione        | Regia           | Coach (in ordine di sedia) | Coach (in ordine di sedia) | Coach (in ordine di sedia) | Coach (in ordine di sedia) |
| -------- | --------- | ----------- | ----------- | ----- | ------- | ------------------- | -------------------- | --------------- | --------------- | -------------------- | --------------- | ----------------- | --------------- | -------------------------- | -------------------------- | -------------------------- | -------------------------- |
| 1ª       | 2020      | 27 novembre | 20 dicembre | Rai 1 | 5       | 36                  | Erminio Sinni        | Elena Ferretti  | Marco Guerzoni  | Alan Farrington      | Loredana Bertè  | Antonella Clerici | Sergio Colabona | Al Bano e Jasmine Carrisi  | Clementino                 | Gigi D'Alessio             | Loredana Bertè             |
| 2ª       | 2021-2022 | 26 novembre | 21 gennaio  | Rai 1 | 8       | 60                  | Annibale Giannarelli | Claudia Arvati  | Walter Sterbini | Marcella Di Pasquale | Gigi D'Alessio  | Antonella Clerici | Sergio Colabona | Orietta Berti              | Clementino                 | Gigi D'Alessio             | Loredana Bertè             |
| 3ª       | 2023      | 13 gennaio  | 3 marzo     | Rai 1 | 7       | 48                  | Maria Teresa Reale   | Lisa Manosperti | Alex Sure       | Emilio Paolo Piluso  | Clementino      | Antonella Clerici | Sergio Colabona | Ricchi e Poveri            | Clementino                 | Gigi D'Alessio             | Loredana Bertè             |
| 4ª       | 2024      | 16 febbraio | 5 aprile    | Rai 1 | 7       | 48                  | Diana Puddu          | Mario Rosini    | Sonia Zanzi     | Luca Minnelli        | Gigi D'Alessio  | Antonella Clerici | Sergio Colabona | Arisa                      | Clementino                 | Gigi D'Alessio             | Loredana Bertè             |
| 5ª       | 2025      | 21 febbraio | 11 aprile   | Rai 1 | 8       | 52                  | Patrizia Conte       | Maura Susanna   | Monica Bruno    | Graziella Marchesi   | Gigi D'Alessio  | Antonella Clerici | Sergio Colabona | Arisa                      | Clementino                 | Gigi D'Alessio             | Loredana Bertè             |

### Prima edizione (2020)
La prima edizione del programma è andata in onda dal 27 novembre al 20 dicembre 2020 su Rai 1 per cinque puntate con la conduzione di Antonella Clerici. I coach sono Al Bano in coppia con la figlia Jasmine Carrisi (i quali valgono come unico coach), Loredana Bertè, Clementino e Gigi D'Alessio. In termini di ascolti è un successo, riuscendo a battere sempre la concorrenza di Canale 5.
Il vincitore è stato Erminio Sinni del Team Loredana.
La prima edizione è stata successivamente riproposta sul medesimo canale a partire dal 10 luglio 2021.

### Seconda edizione (2021-2022)
La seconda edizione del programma è andata in onda dal 26 novembre 2021 al 21 gennaio 2022 su Rai 1 per otto puntate con la conduzione di Antonella Clerici. Sono confermati nel ruolo di coach Loredana Bertè, Clementino e Gigi D'Alessio, mentre al posto di Al Bano e della figlia Jasmine subentra Orietta Berti.
Il vincitore è stato Annibale Giannarelli del Team Gigi.
La seconda edizione è stata successivamente riproposta sul medesimo canale a partire dal 9 luglio 2022.

### Terza edizione (2023)
La terza edizione del programma è andata in onda dal 13 gennaio al 3 marzo 2023 su Rai 1 per sette puntate con la conduzione di Antonella Clerici. Sono confermati nel ruolo di coach Loredana Bertè, Clementino e Gigi D'Alessio, mentre al posto di Orietta Berti subentrano i Ricchi e Poveri.
La vincitrice è stata Maria Teresa Reale del Team Clementino, prima donna ad aver vinto The Voice Senior.

### Quarta edizione (2024)
La quarta edizione del programma è andata in onda dal 16 febbraio al 5 aprile 2024 su Rai 1 per sette puntate con la conduzione di Antonella Clerici. Sono confermati nel ruolo di coach Loredana Bertè, Clementino e Gigi D'Alessio, mentre al posto dei Ricchi e Poveri subentra Arisa.
La vincitrice è stata Diana Puddu del Team di Gigi, seconda donna consecutiva a vincere il programma e seconda vittoria per la squadra del cantante dopo la seconda edizione.

### Quinta edizione (2025)
La quinta edizione del programma è andata in onda dal 21 febbraio all'11 aprile 2025 su Rai 1 per otto puntate con la conduzione di Antonella Clerici. Riconfermati nel ruolo di coach Arisa, Clementino, Gigi D'Alessio e Loredana Bertè.
La vincitrice è stata Patrizia Conte del Team di Gigi, terza donna consecutiva a vincere il programma e terza vittoria per la squadra del cantante dopo la quarta edizione.

## Cast

### Conduzione
| Conduzione        | Edizioni | Edizioni | Edizioni | Edizioni | Edizioni | Totale |
| Conduzione        | 1ª       | 2ª       | 3ª       | 4ª       | 5ª       | Totale |
| ----------------- | -------- | -------- | -------- | -------- | -------- | ------ |
| Antonella Clerici |          |          |          |          |          | 5      |

### Coach
| Coach           | Coach           | Edizioni | Edizioni | Edizioni | Edizioni | Edizioni | Totale   | Totale   |
| Coach           | Coach           | 1ª       | 2ª       | 3ª       | 4ª       | 5ª       | Presenze | Vittorie |
| --------------- | --------------- | -------- | -------- | -------- | -------- | -------- | -------- | -------- |
| Gigi D'Alessio  | Gigi D'Alessio  |          |          |          |          |          | 5        | 3        |
| Loredana Bertè  | Loredana Bertè  |          |          |          |          |          | 5        | 1        |
| Clementino      |                 |          |          |          |          |          | 5        | 1        |
| Arisa           | Arisa           |          |          |          |          |          | 2        | 0        |
| Al Bano         | Jasmine Carrisi |          |          |          |          |          | 1        | 0        |
| Orietta Berti   |                 |          |          |          |          |          | 1        | 0        |
| Ricchi e Poveri |                 |          |          |          |          |          | 1        | 0        |

## Team
Legenda:
- Vincitore
- Secondo classificato
- Terzo classificato
- Quarto classificato

- Eliminato nella Finale
- Eliminato al Knock Out
- Eliminato ai Best Six / Cut

### Prima edizione
| Loredana Bertè #TeamLoredana | Loredana Bertè #TeamLoredana | Loredana Bertè #TeamLoredana | Gigi D'Alessio #TeamGigi | Gigi D'Alessio #TeamGigi | Gigi D'Alessio #TeamGigi | Clementino #TeamClementino | Clementino #TeamClementino | Clementino #TeamClementino | Al Bano e Jasmine Carrisi #TeamCarrisi | Al Bano e Jasmine Carrisi #TeamCarrisi | Al Bano e Jasmine Carrisi #TeamCarrisi |
| ---------------------------- | ---------------------------- | ---------------------------- | ------------------------ | ------------------------ | ------------------------ | -------------------------- | -------------------------- | -------------------------- | -------------------------------------- | -------------------------------------- | -------------------------------------- |
| Erminio Sinni                | Giovanna Sorrentino          | Roberta Cappelletti          | Elena Ferretti           | Marco Guerzoni           | Laura Grey               | Alan Farrington            | Roberto Tomasi             | Pietro Dall'Oglio          | Rita Mammolotti                        | Tony Reale                             | Gianni Pera                            |
| Massimo Vita                 | Laura Fedele                 | Giulio Todrani               | Perla Trivellini         | Giancarlo Cajani         | Nello Buongiorno         | Franklin Montague          | Ambra Mattioli             | Michele Lapenna            | Alida Ferrarese                        | Ann Harper                             | Gennaro Vilardi                        |
| Caterina Greco               | Emilia Mascolo               | Isabella Marelli             | Rodolfo Maria Gordini    | Silvana Lorenzetti       | Marco Francini           | Viviana Stucchi            | Gigi Epifani               | Alfonso Di Berardino       | Paolo Barabani                         | Gianni Dego                            | Ruggero Scandiuzzi                     |

### Seconda edizione
| Gigi D'Alessio #TeamGigi | Gigi D'Alessio #TeamGigi | Gigi D'Alessio #TeamGigi        | Loredana Bertè #TeamLoredana | Loredana Bertè #TeamLoredana | Loredana Bertè #TeamLoredana | Clementino #TeamClementino | Clementino #TeamClementino | Clementino #TeamClementino | Orietta Berti #TeamOrietta | Orietta Berti #TeamOrietta | Orietta Berti #TeamOrietta |
| ------------------------ | ------------------------ | ------------------------------- | ---------------------------- | ---------------------------- | ---------------------------- | -------------------------- | -------------------------- | -------------------------- | -------------------------- | -------------------------- | -------------------------- |
| Annibale Giannarelli     | Claudia Arvati           | Piero Cotto e Beatrice Pasquali | Walter Sterbini              | Lanfranco Carnacina          | Donata Brischetto            | Marcella Di Pasquale       | Luciano Genovesi           | Russel Russel              | Daniele Montenero          | Roberto Barocelli          | Franco Tortora             |
| Carmen Marchese          | Fabrizio Pausini         | Lalo Cibelli                    | Michele Longo                | Carlo Andreoli               | Lina Savonà                  | Vittorio Bonetti           | Arthur Miles               | Pino Puggelli              | Rosa Giannoccaro           | Maria Gatti                | Cosetta Gigli              |
| Eddie Oliva              | Barbara Errico           | Ida Lertora                     | Stefania Castelli            | Ezio Turchetti               | Mario Goldsand               | Angelo De Niro             | Stefano Nosei              | Matteo Schiavone           | Gino Caiafa                | Oscar Luigi Cecovic        | Rossella Boni              |
| Adriano Gradi            | Paola Pompei             | Diva Agata Mongiovì             | Gina De Boer                 | Marco Rea                    | Stefano Costa                | Antonia Gagliano           | Vanna D'Ambrosio           | Giuseppe Mariniello        | Remo Tedesco               | Emma Armetta               | Xin Xu                     |
| Laura Landi              | Luisa Malafarina         | Liliana Tambornini              | Marco Negri                  | Edith Alberts                | Alessandro Capasso           | Paolo Benedetti            | Fabrizio Fierro            | Angelo Elli                | Rommy                      | Giacomo Sebastiani         | Eugenia Munari             |

### Terza edizione
| Clementino #TeamClementino | Clementino #TeamClementino       | Clementino #TeamClementino | Loredana Bertè #TeamLoredana | Loredana Bertè #TeamLoredana | Loredana Bertè #TeamLoredana | Ricchi e Poveri #TeamRicchiePoveri | Ricchi e Poveri #TeamRicchiePoveri | Ricchi e Poveri #TeamRicchiePoveri | Gigi D'Alessio #TeamGigi | Gigi D'Alessio #TeamGigi | Gigi D'Alessio #TeamGigi |
| -------------------------- | -------------------------------- | -------------------------- | ---------------------------- | ---------------------------- | ---------------------------- | ---------------------------------- | ---------------------------------- | ---------------------------------- | ------------------------ | ------------------------ | ------------------------ |
| Maria Teresa Reale         | Alex Sure                        | Minnie Minoprio            | Lisa Manosperti              | Ronnie Jones                 | Aida Cooper                  | Emilio Paolo Piluso                | Mario Aiudi                        | Stefano Borgia                     | Marco Rancati            | Lisa Maggio              | Claudio Morosi           |
| Sebastiano Procida         | Peppe Quintale                   | Luigi Raguseo              | Diego Vilardo                | Rosa Alba Pizzo              | Rossella Coci                | Sergio Moltoni                     | Fabrizio Crico                     | Augusta Procesi                    | Annalisa Beretta         | Gianni Conte             | Giuseppe Izzillo         |
| Annamaria Bianchi          | Lauro Attardi e Gabriele Iaconis | Marco Manusso              | Stefano Peli                 | Rosalba Musolino             | Ninni Lo Casto               | Luciano Capurro                    | Morena Rosini                      | Mary Carmen Scerri                 | Tatiana Paggini          | Anna "Ondina" Sannino    | Franco Rangone           |
| Mario Insegna              | Teresa Laurita                   | Fabio Fortini              | Roberto Coen                 | Patrizia Zanetti             | Stefania Belli               | Giulia Crocini                     | Amelia Milella                     | Laura Triesto                      | Dario Gay                | Carmelo Castobello       | Adele Monia Cinquegrana  |

### Quarta edizione
| Gigi D'Alessio #TeamGigi | Gigi D'Alessio #TeamGigi | Gigi D'Alessio #TeamGigi | Arisa #TeamArisa     | Arisa #TeamArisa      | Arisa #TeamArisa           | Clementino #TeamClementino             | Clementino #TeamClementino | Clementino #TeamClementino | Loredana Bertè #TeamLoredana | Loredana Bertè #TeamLoredana | Loredana Bertè #TeamLoredana |
| ------------------------ | ------------------------ | ------------------------ | -------------------- | --------------------- | -------------------------- | -------------------------------------- | -------------------------- | -------------------------- | ---------------------------- | ---------------------------- | ---------------------------- |
| Diana Puddu              | Luca Minnelli            | Benito Madonia           | Mario Rosini         | Bartolomeo Iossa      | Donatella Pandimiglio      | Sonia Zanzi                            | Giuseppe Maragno           | Gianluca Calzolari         | Vittorio Centrone            | Sandro Bertoldini            | Claudia Bruni                |
| Paola Battistata         | Danilo Amerio            | Marcello Domenichini     | Filippo Lico         | Elisabetta Candelieri | Annarita Delli Ponti       | Vincenzo Biascioli                     | Bernardo Lanzetti          | Ciro Sciallo               | Antonella Grattarola         | Angela Bini                  | Gigi Cifarelli               |
| Cristiana Ameli          | Roberto Catanzaro        | Massimo Malfatti         | Gabriella Ferlito    | Antonio Martini       | Donatella Chiabrera        | Gianfranco Grottoli e Andrea Vaschetti | Rita Begher                | Francesco Scarcelli        | Antonella Clementi           | Luisa Capaccioli             | Roberto Testini              |
| Antonello Tonna          | Marcello Manu            | Larry Franco             | Massimiliano Rigacci | Marida Semiglia       | Maria Gabriella Zappacosta | Leonardo Dotto De' Dauli               | Vito Colella               | Luigi Gebiola              | Marco Massa                  | Enrico Pogorelz              | Agostino Bucci               |

### Quinta edizione
| Gigi D'Alessio #TeamGigi | Gigi D'Alessio #TeamGigi | Gigi D'Alessio #TeamGigi | Arisa #TeamArisa | Arisa #TeamArisa      | Arisa #TeamArisa           | Clementino #TeamClementino    | Clementino #TeamClementino | Clementino #TeamClementino     | Loredana Bertè #TeamLoredana | Loredana Bertè #TeamLoredana | Loredana Bertè #TeamLoredana |
| ------------------------ | ------------------------ | ------------------------ | ---------------- | --------------------- | -------------------------- | ----------------------------- | -------------------------- | ------------------------------ | ---------------------------- | ---------------------------- | ---------------------------- |
| Patrizia Conte           | Graziella Marchesi       | Luca Virago              | Maura Susanna    | Monica Bruno          | Danilo Grimieri De Iannois | Luigi Lusi                    | Luigi Fontana              | Alessandro Acciaro             | Loredana Maiuri              | Gianni Petrillo              | Paolo Pietroletti            |
| Silvio Cairola           | Francesco Cosa           | Francesco Cammileri      | Lucia Del Piano  | Gianni Valente        | Antonio Summa              | Bruno Mercatelli              | Gian Vittorio Spolverato   | Andrea Caserta                 | Claudio Maggio               | Franco Desideri              | Eleonora Salvi               |
| Maria Castiglione        | Annamaria Bove           | Umberto Mari             | Claudio Torelli  | Elisabetta Stramaglia | Francesco Dominici         | Nicola Crivaro                | Stefania Brambilla         | Marina Bicego e Andrea Bottene | Laura Gambirasi              | Gabriele Marciano            | Francesco Benedetto          |
| Assunta Serafini         | Annamaria Prinzivalli    | Carla Luvarà             | Anna Vinci       | Fabrizio Emigli       | Cristina Bruno             | Panagiotis "Takis" Nikolakeas | Carlo Beni                 | Vito Asta                      | Chiara Forbicioni            | Maria Luce "Lucilla" Vario   | Angelina Castellucci         |
| Nunzio Laudadio          | N.D.                     | N.D.                     | Elsa Baldini     | N.D.                  | N.D.                       | Maria Teresa Serata           | N.D.                       | N.D.                           | Alessandra Baldi             | N.D.                         | N.D.                         |

## Audience
| Edizione | Rete televisiva | Anno      | Stagione          | Programmazione | Programmazione | Programmazione | Programmazione | Programmazione | Programmazione | Programmazione | Totale         | Totale | Première       | Première | Finale         | Finale |
| Edizione | Rete televisiva | Anno      | Stagione          | L              | M              | M              | G              | V              | S              | D              | Telespettatori | Share  | Telespettatori | Share    | Telespettatori | Share  |
| -------- | --------------- | --------- | ----------------- | -------------- | -------------- | -------------- | -------------- | -------------- | -------------- | -------------- | -------------- | ------ | -------------- | -------- | -------------- | ------ |
| 1ª       | Rai 1           | 2020      | autunno           |                |                |                |                |                |                |                | 4 082 000      | 19,00% | 4 483 000      | 19,77%   | 3 647 000      | 18,20% |
| 2ª       | Rai 1           | 2021-2022 | autunno-inverno   |                |                | 3 727 000      | 18,89%         | 3 645 000      | 18,57%         | 3 882 000      | 19,51%         |        |                |          |                |        |
| 3ª       | Rai 1           | 2023      | inverno           |                |                | 3 837 000      | 23,37%         | 3 777 000      | 23,26%         | 3 644 000      | 23,56%         |        |                |          |                |        |
| 4ª       | Rai 1           | 2024      | inverno-primavera |                | 3 640 000      | 22,72%         | 3 557 000      | 21,48%         | 3 679 000      | 23,45%         |                |        |                |          |                |        |
| 5ª       | Rai 1           | 2025      | inverno-primavera | 3 570 000      | 22,97%         | 3 708 000      | 23,96%         | 3 271 000      | 21,90%         |                |                |        |                |          |                |        |